# Strela (Satellit)
Strela (russisch Стрела, deutsch Pfeil) ist die Bezeichnung für ein System von militärischen Kommunikationssatelliten der Sowjetunion. Diese wurden aus Geheimhaltungsgründen bis zum Zusammenbruch der Sowjetunion unter dem Namen Kosmos mit der gleichnamigen Trägerrakete gestartet. Sie konnten Nachrichten weltweit empfangen, speichern und über sowjetischem Gebiet wieder senden, sodass eine weltweite Informationsübermittlung möglich wurde. Die neuen Satelliten heißen Gonez (auch Gonets, russ. Bote) und werden kommerziell betrieben.

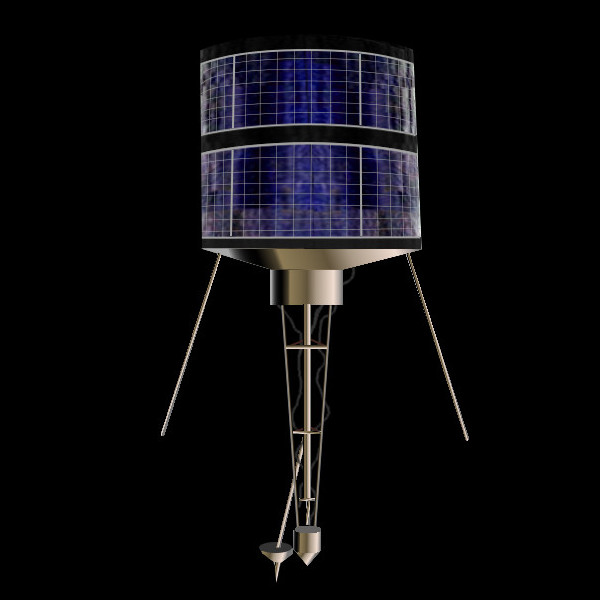
Strela 2M

## Versionen

### Strela 1
Die Entwicklung dieser ersten Version begann in den 1960er-Jahren. Die ersten drei Satelliten wurden am 18. August 1964 mit einer Rakete unter den Bezeichnungen Kosmos 38, 39 und 40 gestartet. Es folgten bis zum 18. September 1965 weitere als Kosmos 42, 43, 49–51, 54–56, 61–63, 71–75, 80–84 und 86–90. Sie dienten als Prototypen für den Einsatz dieser Technologie.
Der Satellit war etwa 50 kg schwer und besaß eine rundliche Form mit 75 cm Durchmesser und 80 cm Höhe, mit Solarzellen (15 Watt Leistung) auf der Oberfläche.
Der typische elliptische Orbit lag in 1432 km bis 1488 km Höhe mit 74° Inklination, wobei die ersten Satelliten auf einer niedrigeren Bahn flogen. Kosmos 84 und 90 hatten jeweils eine Radionuklidbatterie an Bord.

### Strela 1M
Produktionsversion des Strela-1, wobei mehrere Dutzend der kleinen Strela 1M und 8 der großen Strela 2M Satelliten zusammen im operativen Einsatz waren. Insgesamt 368 Satelliten (jeweils 8 pro Raketenstart) dieses Typs flogen zwischen 1970 und 1992 als Kosmos 336–343, 411–418, 444–451, 504–511, 528–535, 564–571, 588–595, 617–624, 641–648, 677–684, 711–718, 732–739, 761–768, 791–798, 825–832, 871–878, 939–946, 976–983, 1013–1020, 1034–1041, 1051–1058, 1081–1088, 1130–1137, 1156–1163, 1192–1199, 1228–1235, 1250–1257, 1287–1294, 1320–1327, 1357–1364, 1388–1395, 1429–1436, 1473–1480, 1522–1529, 1559–1566, 1635–1642, 1716–1723, 1748–1755, 1794–1801, 1852–1859, 1924–1931, 2008–2015, 2064–2071, 2125–2132 und 2187–2194. Ab Kosmos 529 kamen dabei weiterentwickelte Satelliten mit einer von 90 kg auf 40 kg verringerten Masse zum Einsatz.

### Strela 2
Prototypen zur Serie Strela 2M. Die Satelliten dieser Serie waren deutlich größer (Masse zwischen 700 und 900 kg) und von zylindrischer Gestalt mit einem Durchmesser von 2,04 m und einer Länge von 3,0 m. Die Energieversorgung erfolgte mithilfe von Solarzellen (150 Watt Leistung) auf der Zylinderoberfläche und zusätzlichen Batterien als Reserve. Die Umlaufbahn lag mit etwa 800 km bei gleicher Inklination deutlich niedriger als die der Satelliten des Typs Strela 1M. Der Erststart erfolgte am 28. Dezember 1965 als Kosmos 103 mit einer Kosmos-1-Rakete. Weitere Prototypen wurden als Kosmos 132, 151, 227 und 236 mit einer Kosmos-3 Rakete gestartet.

### Strela 2M
Produktionsversion der Strela 2. Der erste Startversuch erfolgte am 27. Juni 1970 als Kosmos 352 mit einer Kosmos-3M-Rakete. Dieser schlug jedoch fehl, sodass erst am 16. Oktober 1970 mit Kosmos 372 der erste Satellit in den Orbit gelangte. Weitere Satelliten unter den Bezeichnungen Kosmos 407, 468, 494, (525), 540, 614, 676, 773, 783, 836, 841, 858, 899, 923, 968, 990, 1023, 1048, 1110, 1125, 1140, 1190, 1269, 1302, 1331, 1354, 1371, (1403), 1420, 1452, 1486, 1503, 1538, 1570, 1624, 1680, 1741, 1763, 1777, 1814, 1850, 1898, 1937, 1954, 1992, 2056, 2112, 2150, 2208, 2251 und 2298 folgten zwischen 1970 und 1994. Da die Satelliten ein Radiosignal auf der Frequenz 153,66 MHz ausstrahlten, konnten sie auch von den westlichen Ländern gut verfolgt werden.

### Strela 3
Ab 1992 wurden die Satelliten des Typs Strela 1M und 2M durch eine neuere Version ersetzt. Dieser auf dem Satellitenbus AKO Poljot basierende Satellit war mit einem Gewicht von 220 kg und einer zylindrischen Gestalt von 1,00 m Durchmesser und 1,50 m Höhe deutlich größer als die Satelliten des Typs Strela 1M. Der gravitativ stabilisierte Satellit hatte eine Speicherkapazität von 12 Mbit und eine Übertragungsrate von 2,4 kBit/s auf einer Sendefrequenz zwischen 259 und 265 MHz. Die Energieversorgung (40 Watt) für die 10-Watt-Sender erfolgte über an der Oberfläche angebrachte Solarzellen und Nickelhydrid-Akkumulatoren von 20 Ah. Die Flughöhe lag bei etwa 1400 km. Die Entwicklung des Satelliten begann 1973, erste Flugtests begannen 1985 und die Einsatzfähigkeit wurde 1990 erreicht. Zwölf Satelliten in zwei um 90° versetzten Bahnen sind dabei für den operativen Einsatz erforderlich. Der Start erfolgte jeweils mit sechs Satelliten (bis auf die letzten sechs, die mit einer Kosmos-3M gestartet wurden) gleichzeitig mit einer Zyklon-3 Rakete. Als Bezeichnung wurden Kosmos 1617–1622, 1690–1695, (1786–1791), 1827–1832, 1875–1880, 1909–1914, 1994–1999, 2038–2043, 2090–2095, 2114–2119, 2143–2148, 2157–2162, 2165–2170, 2197, 2198, 2200, 2202, 2211–2216, 2245–2250, 2252–2257, 2268–2273, 2299–2304, 2328–2339, 2352–2357, (2377–2379), 2384–2386, 2390, 2391, 2400, 2401, 2408, 2409 und 2416 angegeben. Der letzte Start erfolgte am 21. Dezember 2005, wobei der Satellit dem Gonez-M Standard entsprach.

### Gonez-D
Gonez-D (russisch Гонец; deutsch Bote) waren Prototypen für eine kommerzielle Version auf Basis des Strela-3-Satelliten ohne militärische Transponder. Sie wurden mit der Bezeichnung Kosmos 2199 und Kosmos 2201 gestartet.

### Gonez-D1
Serienversion des Gonez-D, welche ab 1990 ohne großen Erfolg für internationale Hilfs- und Gesundheitsorganisationen vermarktet wurde. Die 250 kg schweren Satelliten verfügten über einen 10-Watt-Sender im Frequenzband von 200 bis 300 MHz für Datenraten von 2,4 kbit/s (PSK-Modulation), 9,6 kbit/s (GMSK-Modulation) und 64 kbit/s sowie 8 oder 12 Mbit Speicherkapazität. Als Bodenstationen dienten Basisgeräte in Form eines Handheld-PC mit einem Gewicht von nur 1 bis 3 kg. Die Lebensdauer der Satelliten betrug etwa ein bis anderthalb Jahre. Die Flugbahn lag auf etwa 1350 km Höhe bei einer Inklination von 82,5°. Insgesamt 12 Satelliten (3 Stück gingen durch einen Fehlstart verloren) wurden zwischen 1996 und 2001 jeweils zu dritt mit einer Zyklon-3-Rakete gestartet.

### Gonez-D1M (Rodnik)
Der auch Gonez-M, Strela-3M, Rodnik oder Rodnika genannte Satellit stellt eine verbesserte Variante des Gonez-D1 mit einer Masse von 280 kg, Onbord Speicherkapazität von 12 MByte, je 16 Up- und Downlink Kanälen und einer Lebensdauer von 5 bis 7 Jahren dar. Der Erststart von Gonez-D1M 1 erfolgte am 21. Dezember 2005 mit einer Kosmos-3M-Rakete. Es folgten am 23. Mai 2008 drei weitere Satelliten (Kosmos 2437 – 2439), die mit einer Rokot-KM Rakete gestartet wurden. Die letzten drei Satelliten (Kosmos 2451, 2452 und 2453) wurden am 6. Juli 2009 mit einer Rockot-Rakete vom Startplatz Plessezk auf eine Bahn mit 82,5° Inklination und einer leicht elliptischen Bahn mit einer Höhe zwischen 1200 km und 1500 km gebracht. Jeweils drei weitere Strela-3M Satelliten wurden am 15. Januar 2013 (Kosmos 2482, 2483, 2484), am 25. Dezember 2013 (Kosmos 2488, 2489 und 2490), am 24. Mai 2014 (Kosmos 2496, 2497 und 2498), am 23. September 2015 (Kosmos 2507, 2508 und 2509) und am 30. November 2018 (2530, 2531 und 2532) mit einer Rockot-Rakete in eine Umlaufbahn gebracht.

## Zwischenfälle
Kosmos 2251, ein Satellit der Serie Strela 2M, wurde am 10. Februar 2009 bei einer Kollision mit Iridium-33 zerstört. Es handelte sich um die erste bekannte Satellitenkollision in einer Erdumlaufbahn.
2018 wurde ein pensionierter Offizier des österreichischen Bundesheers enttarnt, der über 25 Jahre hinweg Militärgeheimnisse an den russischen Militärgeheimdienst verraten haben soll. Bei ihm wurden Geräte und Umlaufinformationen gefunden, mithilfe derer er verschlüsselte Informationen mit Strela-3-Satelliten austauschen konnte.